# بتال الحارثي
بتال سعيد الحارثي هو لاعب كرة قدم سعودي يلعب كمهاجم في نادي العين معار من نادي الحزم.

## مسيرة اللاعب
لعب في في الفئات السنية في نادي التعاون وانتقل إلى نادي الحزم مطلع عام 2023 وأعير إلى نادي العين.